# Corneliu Pârcălăbescu
Corneliu Pârcălăbescu (n. 27 octombrie 1940 - d. 6 martie 2021) a fost un general (rez.) de brigadă român.

## Biografie
Absolvent al Școlii Superioare de Ofițeri de Infanterie (1958 - 1962), al Academiei Militare - Facultatea de Arme Întrunite și Tancuri (1976 - 1978) și al Cursului postacademic.
Colonel în 1987, general de brigadă în octombrie 1995. Trecut în rezervă în octombrie 1995.
Comandant de pluton, companie și batalion. Adjunct Șef Secție militară (P.T.A.P.) la C.C. al U.T.C. Comandant de Regiment Mecanizat, comandant al Diviziei 1 Mecanizată (1984 - 1987), șef Secție Pregătire de luptă a Armatei 1, locțiitor al șefului Direcției Secretariat din M.Ap.N. (1988 - 1989), secretar al Consiliului Politic și locțiitor al comandantului Armatei 1 (ianuarie - decembrie 1989), șef al Statului Major al Gărzilor Patriotice din C.C. al P.C.R. din decembrie 1989 și șef al Comisiei Superioare de Regulamente din M.Ap.N. între iulie 1990 și octombrie 1995.
Generalul Corneliu Pârcălăbescu a fost acuzat public de asasinarea ministrului Vasile Milea, a respins în justiție învinuirea, în anul 1995. A fost anchetat de procurori toată viața,  ultima dată cu trei ani înainte de moartea sa. A acordat în anul 2010 un interviu observând extragerea unor ofițeri ai armatei apropiați de Milea în anul 1988, de către Securitate. Informațiile despre acest incident politic există în arhiva serviciului istoric al armatei sau în arhiva poliției politice. Generalul Pârcălăbescu l-a însoțit pe Milea la Port-Said și a fost anchetat de Securitate. Milea a aflat despre ancheta Securității și a cerut informații de la familia dictatorului.
Cartea "Dosarul 22 decembrie" se află în colecțiile Bibliotecii Naționale a României, la cota II 568588, publicată în anul 2012.